# Хадида, Гай
Гай Хади́да (ивр. גיא חדידה‎; род. 23 июля 1995, Арад, Израиль) — израильский и португальский футболист, полузащитник клуба «Маккаби Бней Рейне».

## Клубная карьера
Выступал за ряд израильских клубов, а в начале 2023 стал игроком турецкого «Сакарьяспора», но так ни одной игры и не сыграл.
В конце февраля 2023 стал игроком одесского «Черноморца». В составе одесской команды Хадида был заявлен в качестве гражданина Португалии. В матчах чемпионата Украины в составе «Черноморца» дебютировал 19 марта 2023 в игре 18-го тура против «Ингульца». В этой игре Гай забил свой первый гол в составе «моряков» и в матчах УПЛ.